# Dario Seratoni
Dario Seratoni (Turbigo, 9 marzo 1929 – 22 marzo 2012) è stato un calciatore italiano, di ruolo attaccante.

## Caratteristiche tecniche
Centravanti alto e fisicamente robusto, compensava con le doti atletiche e un tiro potente la scarsa agilità e qualità tecnica.

## Carriera
Cresciuto nella Turbighese, squadra del paese natìo, nel 1948 viene acquistato dal Novara, con cui debutta in Serie A il 17 aprile 1949 sul campo del Bari. Con gli azzurri piemontesi gioca fino al 1951, collezionando in totale 4 presenze senza reti.
Nella stagione 1951-1952 viene acquistato in prestito dal Piacenza, militante in Serie C. Nella formazione emiliana allenata da Mariano Tansini è il centravanti titolare, e con 26 reti è il capocannoniere del campionato. Il Piacenza conclude il campionato al primo posto e si qualifica per il girone finale con Cagliari, Toma Maglie e Vigevano; Seratoni realizza altre tre reti, non sufficienti a conquistare il primo posto e la promozione in Serie B. Nella partita decisiva, a Cagliari, il 6 giugno 1952, il Piacenza passa in vantaggio proprio con Seratoni, che fallisce ripetutamente il raddoppio prima della rimonta degli isolani, vincitori per 2-1. Riscattato per la stagione successiva, ripete solo in parte l'exploit realizzativo, andando a segno in 16 occasioni nel campionato di Serie C a girone unico.
Dopo 45 reti in due campionati, lascia il Piacenza per ritornare in Serie A, ceduto in prestito al Genoa. Nel campionato 1953-1954 viene utilizzato come rincalzo, disputando 12 partite con 4 reti, tra cui una doppietta realizzata contro il Novara, che lo aveva lanciato. A fine stagione ritorna nella squadra piemontese, con cui disputa le sue due ultime partite in Serie A realizzando l'ultimo gol contro la Lazio, il 24 aprile 1955.
Lasciata Novara e il calcio di alto livello, disputa ancora tre stagioni in IV Serie nella Solbiatese ed in seguito torna a militare nella Turbighese.
In carriera ha totalizzato complessivamente 18 presenze e 5 reti in Serie A.

## Dopo il ritiro
Nel 1980 fonda il Gruppo Sportivo Soccer Boys a Turbigo, società sportiva impegnata nei campionati giovanili di calcio.
È scomparso nel 2012 all'età di 83 anni.

## Palmarès

### Club

#### Competizioni nazionali
- Serie C: 1

Piacenza: 1951-1952